# FETO Records
FETO Records es una compañía discográfica independiente fundada en el Reino Unido por Mick Kenney (Anaal Nathrakh, Mistress) y Shane Embury (Napalm Death, Brujería).
El nombre de la discográfica es el acrónimo del título de una canción de Napalm Death From Enslavement To Obliteration.
Kenney y Embury fundaron la compañía en Birmingham y fue en algún tiempo y sigue siendo la principal promotora de los materiales lanzados de sus bandas.

## Artistas ligados a FETO
- 324 - Grindcore
- Anaal Nathrakh - Black metal/Industrial / Deathgrind[2]
- Burning The Prospect - Hardcore punk / D-beat / Crust punk[3][4]
- Chronocide - Black Metal/Grindcore
- Cripple Bastards- Grindcore[5]
- Deadweight - Deathcore/Death metal Técnico-Progresivo[6]
- Exhale - Grindcore/Death metal[7][8]
- Exploder - Heavy metal / Hard rock[9]
- Frost - Black metal
- Fukpig - Black metal/Grindcore[10]
- Lock Up - Deathgrind[11]
- Mistress - Sludge metal / Grindcore[12]
- Nekkrosis - Death metal/Grindcore[13]
- NYIA - Grindcore[14]
- Professor Fate - Dark Wave Sinfónico, Rock Alternativo[15]
- Ramesses - Sludge metal / Doom metal[16]
- Repvblika - Black/Death metal[17]
- Theoktony - Death metal[18]
- Venomous Concept - Crust punk